# Otto Vollmer
Karl Otto Vollmer (* 1. November 1894 in Neckargartach; † 6. Mai 1978 in Kempten (Allgäu)) war ein Politiker (KPD) und Gewerkschafter. Er war Abgeordneter des Landtages des freien Volksstaates Württemberg.

## Leben
Otto Vollmer war der Sohn des Maurers Johann Georg Vollmer (1857–1918) und seiner Frau Johanne Katherine Schick (1849–1927). Er hatte fünf Geschwister und wurde evangelisch getauft. Nach dem Besuch der Volksschule erlernte Vollmer in den NSU Motorenwerken in Neckarsulm den Beruf des Eisendrehers. Anschließend arbeitete er dort in diesem Beruf. 1910 trat er der Sozialistischen Arbeiter-Jugend, 1913 der Sozialdemokratischen Partei Deutschlands (SPD) bei. Von 1914 bis 1916 leitete er die lokale Arbeiterjugend in Neckarsulm.
1914 gehörte er zu den Kriegsgegnern in der Partei. Von 1916 bis 1918 diente er als Soldat an der Westfront. 1918 trat er zur Unabhängigen Sozialdemokratischen Partei Deutschlands (USPD) über. Vollmer war Delegierter der USPD auf dem Vereinigungsparteitag im Dezember 1920 in Berlin und wurde Mitglied der Kommunistischen Partei Deutschlands (KPD).
Von 1918 bis 1922 arbeitete Vollmer als Dreher in den NSU-Werken und war dort auch als Betriebsrat tätig. 1922 wurde er zum Geschäftsführer des Deutschen Metallarbeiter-Verbandes, Zahlstelle Heilbronn, gewählt. Im selben Jahre wurde er Leiter des KPD-Unterbezirks Heilbronn. Ab 1924 war er als Parteisekretär zuständig für die Gewerkschaftsarbeit und Mitglied der Bezirksleitung Württemberg der KPD. Vollmer wurde am 20. Mai 1928 für die KPD im Wahlverband Heilbronn-Neckarsulm in den Württembergischen Landtag gewählt. Ihm gehörte er bis 1933 an und war 1928 bis 1932 Vorsitzender des Rechtsausschusses, 1932 bis 1933 stellvertretender Fraktionsvorsitzender und Mitglied des Verwaltungs- und Wirtschaftsausschusses.
Von 1929 bis 1933 war Vollmer Parteisekretär der KPD in Stuttgart und fungierte als Bezirksleiter der Revolutionären Gewerkschafts-Opposition (RGO) für Württemberg. Beim Deutschen Metallarbeiter-Verband war er 1933 2. Bevollmächtigter der Heilbronner Verwaltungsstelle. Am 11. Dezember 1932 kandidierte Vollmer bei der Oberbürgermeisterwahl in Schwäbisch Gmünd und unterlag mit 1890 zu 5429 Stimmen dem Amtsinhaber Karl Lüllig.
Nach der „Machtergreifung“ der Nationalsozialisten stürmte die SA am 2. Mai 1933 die Heilbronner Gewerkschaftshäuser. Vollmer wurde vorübergehend in „Schutzhaft“ genommen und emigrierte dann in die Schweiz, wo er von der Roten Hilfe unterstützt wurde. Im September 1934 kehrte er jedoch mit Genehmigung des Württembergischen Politischen Landespolizeiamtes nach Deutschland zurück und wohnte 1934/35 zunächst in Weinsberg, ab 1935 in Heilbronn. Er war erst erwerbslos, dann Hilfsarbeiter beim Autobahnbau und in verschiedenen Metallbetrieben. Eine Tätigkeit in seinem erlernten Beruf wurde ihm verweigert. Vollmer hatte zu dieser Zeit Kontakte zur Widerstandsgruppe um Wilhelm Leuschner. Nach dem Attentat auf Hitler am 20. Juli 1944 wurde er am 22. August 1944 im Rahmen der „Aktion Gitter“ verhaftet und in das KZ Dachau verbracht, wo er bis zum 2. Oktober 1944 als Häftling Nr. 93.065 festgehalten wurde.
Nach Kriegsende 1945 trat er wieder der KPD bei. Als Sekretär war er maßgeblich am Wiederaufbau der Gewerkschaften in Heilbronn beteiligt (Oktober 1945: Vorsitzender des Gewerkschaftsbundes Heilbronn, 25. November 1945: 1. Bevollmächtigter der Industriegruppe Metall) und dann Leiter der Rechtsabteilung am Arbeitsgericht Heilbronn. Ab November 1946 fungierte er als Vorsitzender des Arbeitsgerichts Heilbronn und wurde später zum Arbeitsgerichtsrat ernannt. Von 1952 bis zur Pensionierung im Jahre 1955 war er beim Arbeitsgericht in Göppingen tätig. Bis 1963 lebte er weiterhin in Heilbronn und verzog dann nach Waltenhofen.